# Planinasus venezuelensis
Planinasus venezuelensis är en tvåvingeart som beskrevs av Willi Hennig 1969. Planinasus venezuelensis ingår i släktet Planinasus och familjen savflugor.
Artens utbredningsområde är Venezuela. Inga underarter finns listade i Catalogue of Life.